# Пембіна
Пембі́на (англ. Pembina) — муніципалітет  у провінції Манітоба, Канада.

## Населення
За даними перепису 2016 року, муніципалітет нараховував 2347 осіб, показавши скорочення на 0,9%, порівняно з 2011-м роком. Середня густина населення становила 2,1 осіб/км².
З офіційних мов обидвома одночасно володіли 100 жителів, тільки англійською — 2 215, тільки французькою — 5, а 5 — жодною з них. Усього 180 осіб вважали рідною мовою не одну з офіційних.
Працездатне населення становило 70,3% усього населення, рівень безробіття — 6,9% (9,1% серед чоловіків та 5,3% серед жінок). 80,5% осіб були найманими працівниками, а 19,5% — самозайнятими.
Середній дохід на особу становив $37 916 (медіана $32 352), при цьому для чоловіків — $42 179, а для жінок $33 932 (медіани — $37 568 та $27 520 відповідно).
32% мешканців мали закінчену шкільну освіту, не мали закінченої шкільної освіти — 26,9%, 41,4% мали післяшкільну освіту, з яких 21,4% мали диплом бакалавра, або вищий, 10 осіб мали вчений ступінь.
| Статево-вікова структура населення | Статево-вікова структура населення | Статево-вікова структура населення | Статево-вікова структура населення | Статево-вікова структура населення |
| ---------------------------------- | ---------------------------------- | ---------------------------------- | ---------------------------------- | ---------------------------------- |
|                                    |                                    |                                    |                                    |                                    |
| Всього                             | Всього                             | 49,5%50,5%                         |                                    |                                    |
| 0 — 14 років                       | 0 — 14 років                       |                                    | 19,2%                              | 19,2%                              |
| 15 — 64 років                      | 15 — 64 років                      |                                    | 61,4%                              | 61,4%                              |
| 65 і більше                        | 65 і більше                        |                                    | 19,4%                              | 19,4%                              |
| 85 і більше                        | 85 і більше                        |                                    | 2,6%                               | 2,6%                               |
| 100 і більше                       | 100 і більше                       |                                    | 0,2%                               | 0,2%                               |
| Середній вік (років)               | Середній вік (років)               | 40,142,7                           | 41,4                               | 41,4                               |
| Медіана (років)                    | Медіана (років)                    | 40,743,4                           | 42,2                               | 42,2                               |
| — чоловіки — жінки                 |                                    |                                    |                                    |                                    |

| Походження мешканців:     | Походження мешканців:     | Походження мешканців: | Походження мешканців: | Походження мешканців: |
| ------------------------- | ------------------------- | --------------------- | --------------------- | --------------------- |
| Походження                |                           |                       | осіб                  | %                     |
| Корінні американці        | Корінні американці        |                       | 145                   | 6.73%                 |
| Інше північноамериканське | Інше північноамериканське |                       | 725                   | 33.64%                |
| Європейське               | Європейське               |                       | 1 710                 | 79.35%                |
| британське                | британське                |                       | 1 095                 | 50.81%                |
| французьке                | французьке                |                       | 130                   | 6.03%                 |
| українське                | українське                |                       | 130                   | 6.03%                 |
| Латинськоамериканське     | Латинськоамериканське     |                       | 115                   | 5.34%                 |
| Азійське                  | Азійське                  |                       | 75                    | 3.48%                 |

| Зайнятість населення за галузями (за класифікацією NOC): | Зайнятість населення за галузями (за класифікацією NOC): | Зайнятість населення за галузями (за класифікацією NOC): | Зайнятість населення за галузями (за класифікацією NOC): | Зайнятість населення за галузями (за класифікацією NOC): |
| -------------------------------------------------------- | -------------------------------------------------------- | -------------------------------------------------------- | -------------------------------------------------------- | -------------------------------------------------------- |
|                                                          |                                                          |                                                          |                                                          |                                                          |
| Управління                                               | Управління                                               |                                                          | 20,7%                                                    | 20,7%                                                    |
| Бізнес, фінанси та адміністрування                       | Бізнес, фінанси та адміністрування                       |                                                          | 9,8%                                                     | 9,8%                                                     |
| Природничі та прикладні науки                            | Природничі та прикладні науки                            |                                                          | 1,6%                                                     | 1,6%                                                     |
| Охорона здоров'я                                         | Охорона здоров'я                                         |                                                          | 8,5%                                                     | 8,5%                                                     |
| Освіта, правозахист, муніципальні та урядові служби      | Освіта, правозахист, муніципальні та урядові служби      |                                                          | 7,3%                                                     | 7,3%                                                     |
| Мистецтво, культура, відпочинок та спорт                 | Мистецтво, культура, відпочинок та спорт                 |                                                          | 0,8%                                                     | 0,8%                                                     |
| Роздрібна торгівля та послуги                            | Роздрібна торгівля та послуги                            |                                                          | 17,1%                                                    | 17,1%                                                    |
| Гуртова торгівля, транспорт та обладнання                | Гуртова торгівля, транспорт та обладнання                |                                                          | 16,7%                                                    | 16,7%                                                    |
| Природні ресурси, сільське господарство                  | Природні ресурси, сільське господарство                  |                                                          | 12,6%                                                    | 12,6%                                                    |
| Виробництво                                              | Виробництво                                              |                                                          | 4,9%                                                     | 4,9%                                                     |

## Клімат
Середня річна температура становить 2,3°C, середня максимальна – 23,2°C, а середня мінімальна — -23,8°C. Середня річна кількість опадів — 544 мм.
| Клімат поселення                              | Клімат поселення | Клімат поселення | Клімат поселення | Клімат поселення | Клімат поселення | Клімат поселення | Клімат поселення | Клімат поселення | Клімат поселення | Клімат поселення | Клімат поселення | Клімат поселення | Клімат поселення |
| Показник                                      | Січ.             | Лют.             | Бер.             | Квіт.            | Трав.            | Черв.            | Лип.             | Серп.            | Вер.             | Жовт.            | Лист.            | Груд.            |                  |
| Середній максимум, °C                         | −10,92           | −7,14            | −0,45            | 9,44             | 17,57            | 22,84            | 23,23            | 22,64            | 17,30            | 10,14            | 0,05             | −9,02            |                  |
| Середня температура, °C                       | −17,3            | −13,51           | −6,86            | 3,03             | 11,16            | 16,45            | 18,36            | 17,79            | 12,40            | 5,29             | −4,81            | −13,9            |                  |
| Середній мінімум, °C                          | −23,75           | −19,94           | −13,28           | −3,38            | 4,74             | 10,05            | 13,47            | 12,89            | 7,55             | 0,40             | −9,7             | −18,78           |                  |
| Норма опадів, мм                              | 22               | 17               | 23               | 25               | 69               | 97               | 82               | 71               | 49               | 39               | 26               | 24               |                  |
| Середньомісячна швидкість вітру, м/с          | 4.60             | 4.54             | 4.70             | 4.80             | 4.90             | 4.30             | 3.70             | 3.81             | 4.30             | 4.70             | 4.70             | 4.60             |                  |
| Середньомісячна сонячна радіація, кДж/м²·день | 4348             | 7623             | 12506            | 17141            | 19832            | 21147            | 21827            | 18622            | 12999            | 7874             | 4421             | 3316             |                  |
| --------------------------------------------- | ---------------- | ---------------- | ---------------- | ---------------- | ---------------- | ---------------- | ---------------- | ---------------- | ---------------- | ---------------- | ---------------- | ---------------- | ---------------- |
| Джерело:                                      |                  |                  |                  |                  |                  |                  |                  |                  |                  |                  |                  |                  |                  |